# Erloy
Erloy är en kommun i departementet Aisne i regionen Hauts-de-France i norra Frankrike. Kommunen ligger  i kantonen La Capelle som ligger i arrondissementet Vervins. År 2022 hade Erloy 100 invånare.

## Befolkningsutveckling
Antalet invånare i kommunen Erloy
Referens: INSEE